# Čchung-cuo
Čchung-cuo (čínsky pchin-jinem Chóngzuǒ, znaky 崇左) je městská prefektura v Čínské lidové republice. Náleží k autonomní oblasti Kuang-si a je domovem jedné z největších populací Čuangů – více než 88 % z dvou milionů obyvatel, kteří v prefektuře žijí, jsou Čuangové.

## Poloha
Čchung-cuo leží na jihozápadě autonomní oblasti Kuang-si. Hraničí s Nan-ningem na východě, s Paj-se na severu, s Fang-čcheng-kangem na jihovýchodě a s Vietnamem na jihu a západě.
Má rozlohu 17 329 čtverečních kilometrů, z čehož je přes sedm tisíc kilometrů zalesněno.

## Administrativní členění
Městská prefektura Čchung-cuo se člení na sedm celků okresní úrovně, a sice jeden městský obvod,  jeden městský okres a pět okresů.
| městský obvod · Ťiang-čou městský okres · Pching-siang okres · Fu-suej okres · Ning-ming okres · Lung-čou okres · Ta-sin okres · Tchien-teng |        |                       |                    |                                  |
| Název | Název  | Počet obyvatel (2020) | Rozloha km² (2020) | Hustota zalidnění (obyv. na km²) |
| český přepis | znaky  | Počet obyvatel (2020) | Rozloha km² (2020) | Hustota zalidnění (obyv. na km²) |
| Městský obvod |        |                       |                    |                                  |
| Ťiang-čou | 江州区 | 435 438               | 2 919              | 149                              |
| Městský okres |        |                       |                    |                                  |
| Pching-siang | 凭祥市 | 129 843               | 636                | 204                              |
| Okresy |        |                       |                    |                                  |
| Fu-suej | 扶绥县 | 408 921               | 2 843              | 144                              |
| Ning-ming | 宁明县 | 319 386               | 3 708              | 86                               |
| Lung-čou | 龙州县 | 232 068               | 2 314              | 100                              |
| Ta-sin | 大新县 | 282 563               | 2 744              | 103                              |
| Tchien-teng | 天等县 | 280 473               | 2 165              | 130                              |
| |        |                       |                    |                                  |
| Celkem | Celkem | 2 088 692             | 17 329             | 121                              |